# Anoxia laevimacula
Anoxia laevimacula är en skalbaggsart som beskrevs av Rudolph Petrovitz 1973. Anoxia laevimacula ingår i släktet Anoxia och familjen Melolonthidae. Inga underarter finns listade i Catalogue of Life.